# Плавчево
Плавчево је насеље у Србији у општини Кучево у Браничевском округу.

## Географске одлике
Плавчево се налази у центру Хомоља у подножију врха Хомољских планина. Највећа локална планина је Фик, а врх планине је Штубеј. Плавчево се граничи са општином Петровац и општином Жагубица. Надморска висина села је неких 600 метара. У близини села се налази пећина Церемошња (1.км) и пећина Равништарка (8.км),kao и манастир Витовница (10.км). Плавчево се граничи са селима:Церемошњом, Равништом, Мелницом, Витовницом и Осаницом.
Овде се налази водопад Сига.

## Демографија
У насељу Плавчево живи 121 становник, а просечна старост становништва износи 42,76 година. У насељу има 24 домаћинства.